# Awin
Awin är ett globalt affiliatenätverk och en del av Axel Springer och United Internet Group. Tillsammans med Shareasale och affilinet består Awin-koncernen av 15 kontor världen över, 1000 anställda, 100 000 aktiva publicister samt 13 000 annonsörer som sammanför kunder med varumärken i över 180 länder globalt. Verksam inom vertikaler som detaljhandeln, telekommunikation, rese- och finansbranschen genererade Awin över 13,6 miljarder euro i omsättning för sina annonsörer och 607 miljoner euro för sina publicister det senaste räkenskapsåret.

## Bakgrund
Zanox och Affiliate Window tillhörde Zanox Group som bildades 2010 efter förvärvet av Affiliate Window. Förvärvet gjorde Zanox till Europas största affiliate marketing-nätverk och bolagen verkade självständigt fram till 2014 då de slogs samman under en och samma ledningsgrupp med Mark Walters som CEO, Adam Ross som COO och Peter Loveday som CTO som i tio år agerat Affiliate Windows Executive Team. Gruppen fortsatte sin verksamhet i Tyskland, Nederländerna, Frankrike, Italien, Spanien, Norden, Polen och Brasilien som Zanox och som Affiliate Window i Storbritannien och USA.
Under sina respektive historier tilldelades både Zanox och Affiliate Window flertalet priser för deras affiliate marketing-prestationer som t.ex. Deloitte Rising Star, European Seal of e-Excellence, samt flera Performance Marketing Awards i Storbritannien och Europa.
År 2016 beslutade Zanox AG styrelse att samla de båda bolagen under ett och samma varumärke, en sammanslagning som genomfördes 2017.